# Bitwa pod Teplenicą

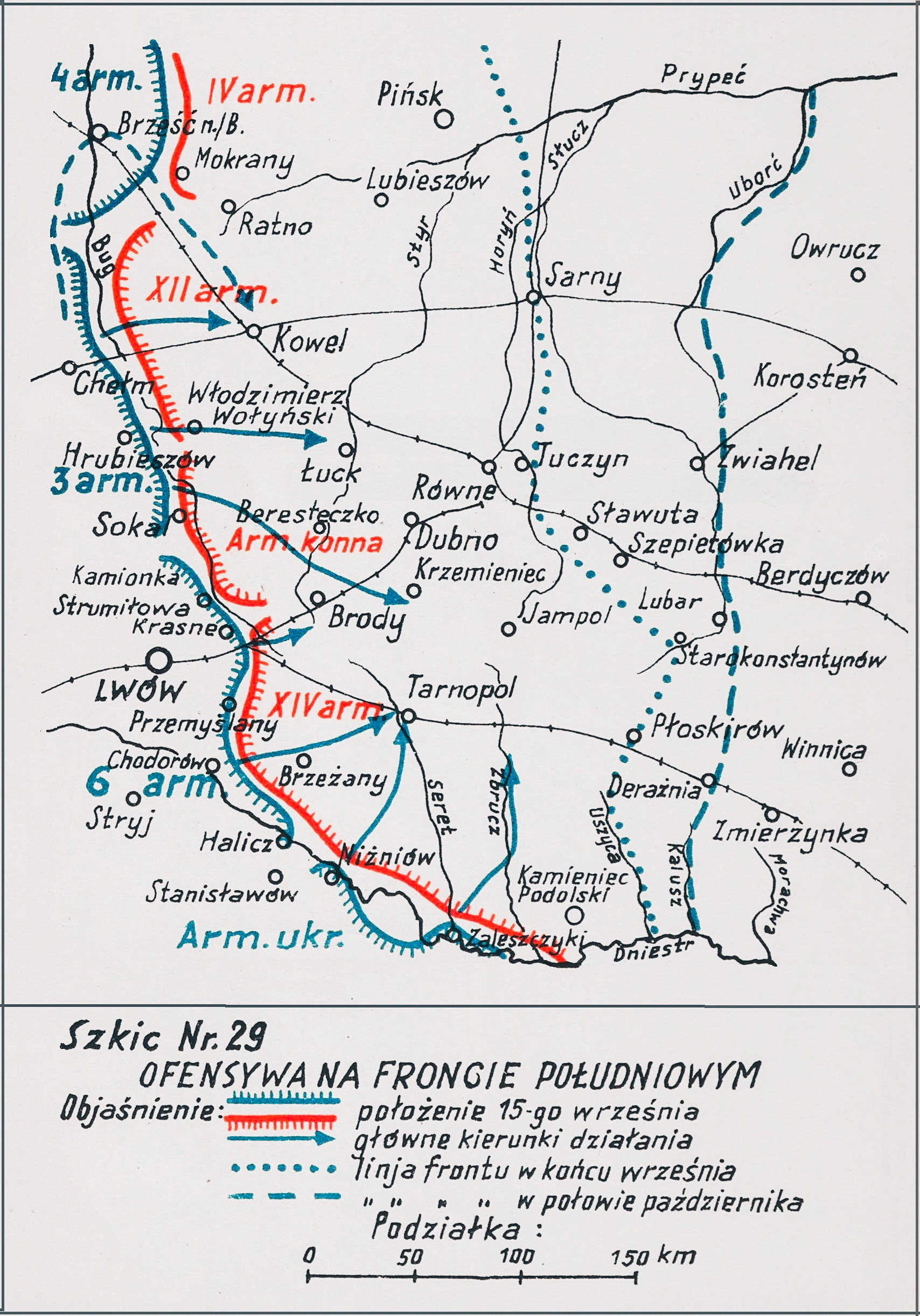
Adam Przybylski,
Wojna Polska 1918–1921

Bitwa pod Teplenicą – część bitwy wołyńsko-podolskiej, wypad pododdziałów 25. i 26 pułku piechoty w czasie ofensywy jesiennej wojsk polskich na Ukrainie w okresie wojny polsko-bolszewickiej.

## Geneza
2 września, jeszcze w czasie walk pod Zamościem, Naczelne Dowództwo Wojska Polskiego zdecydowało, iż 3. i 6 Armia, po stosownym przegrupowaniu, około 10 września podejmą większą akcję zaczepną w kierunku wschodnim celem „nie tylko odrzucenia nieprzyjaciela poza granice Małopolski, lecz także rozbicia i zdezorganizowania jego sił tak, aby później można było utrzymać front przy użyciu słabych sił własnych". 3 Armia gen. Władysława Sikorskiego przystąpiła do działań 10 września. Wstępnym etapem był zagon grupy motorowej mjr. Włodzimierza Bochenka wyprowadzony z Włodawy, który przeprawił się przez Bug i następnego dnia opanował Kowel. W 3 dekadzie września rozwiązana została na Wołyniu 3 Armia, a z pozostałych po niej jednostek: 13 Dywizji Piechoty, 7 Dywizji Piechoty, Dońskiej Brygady Kawalerii i Korpusu Jazdy utworzona została Wołyńska Grupa Operacyjna pod dowództwem gen. Władysława Jędrzejewskiego. W sferze zainteresowania Wołyńskiej Grupy był między innymi kierunek: Sarny–Olewsk–Korosteń.
W ostatnich dniach wojny polsko-sowieckiej 7 Dywizja Piechoty gen. Karola Schuberta tworzyła lewe skrzydło grupy wołyńskiej, a zarazem 6 Armii gen. Stanisława Hallera, i utrzymywała łączność taktyczną z grupą gen. Stanisława Bułaka-Bałachowicza, walczącą na prawym skrzydle 4 Armii gen. Leonarda Skierskiego.

## Walczące wojska
| Jednostka                    | Dowódca                   | Podporządkowanie   |
| Wojsko Polskie               |                           |                    |
| dowództwo 7 Dywizji Piechoty | gen. Karol Schubert       | 6 Armia            |
| ⇒25 pułk piechoty            | mjr Kazimierz Bogaczewicz | 7 Dywizja Piechoty |
| → III/25 pułku piechoty      |                           | 25 pułk piechoty   |
| ⇒ 26 pułk piechoty           | mjr Ryszard Waniczek      | 7 Dywizja Piechoty |
| → I/26 pułku piechoty        |                           | 26 pułk piechoty   |
| → III/26 pułku piechoty      |                           | 26 pułk piechoty   |
| Armia Czerwona               |                           |                    |
| oddziały Armii Czerwonej     |                           |                    |

## Wypad pod Teplenicą
W październiku 1920 7 Dywizja Piechoty zajęła Olewsk i utworzyła przedmoście na wschodnim brzegu Uborci. Wieczorem 15 października, stacjonujący w Olewsku 25 pułk piechoty został zluzowany przez 26 pułk piechoty. 16 października dowództwo 7 Dywizji Piechoty wydało rozkaz zorganizowania wypadu przed przedni skraj obrony w celu zdezorganizowania przygotowań ofensywnych nieprzyjaciela. Do wykonania zadania wyznaczony został III batalion 25 pułku piechoty oraz I i III batalion 26 pułku piechoty. 
Batalion 25 pułku piechoty uderzył na Kiszyn, III/26 pp (bez 10 i 12 kompanii) na Bolarkę a I/26 pp na Teplenicę. III/26 pp w czasie marszu na obiekt ataku został silnie ostrzelany przez sowiecki pociąg pancerny i zmuszony do odwrotu. Po zaciętej walce I batalion 26 pułku piechoty zdobył Teplenicę. Sukces na tym kierunku okazał się jednak połowicznym, gdyż jego 10 kompania zmyliła drogę, nie zamknęła okrążenia i pozwoliła przeciwnikowi wycofać się z miejscowości. III batalion 25 pułku piechoty opanował Kiszyn i wziął do niewoli około 130 jeńców.
W tym czasie Sowieci uderzyli na osłabioną obsadę przedmościa Olewsk i rozbili 12 kompanię 26 pułku piechoty. Dowództwo 7 Dywizji nakazało natychmiastowy powrót grupy wypadowej i ponowne wzmocnienie obsady przyczółka. Taki stan utrzymał się do rozejmu.

## Bilans walk
Wypad zorganizowany przez dowództwo 7 Dywizji Piechoty przyniósł jedynie połowiczny sukces. Mimo zadanych przeciwnikowi strat i wzięciu do niewoli około 200 jeńców, nie zdołano jednak rozbić jego oddziałów znajdujących się na wschód i północny wschód od Olewska. Straty polskie to około 20 poległych i rannych.